# カリフォルニア〜ジェンマの復讐の用心棒
『カリフォルニア～ジェンマの復讐の用心棒』（カリフォルニア～ジェンマのふくしゅうのようじんぼう、California）は、1977年に公開されたミケーレ・ルーポ監督によるイタリア・スペイン合作のマカロニ・ウエスタンである。映画は批評家から好評を博し、イタリアの興行収入で商業的な成功を収めた。

## キャスト
| 役名           | 俳優                       | 日本語吹替                                        |
| 役名           | 俳優                       | TBS版                                             |
| -------------- | -------------------------- | ------------------------------------------------- |
| カリフォルニア | ジュリアーノ・ジェンマ     | 山田康雄                                          |
| プレストン     | ウィリアム・バーガー       | 岸野一彦                                          |
| ウィッタカー   | ライムンド・ハームストルフ | 糸博                                              |
| ウィリー       | ミゲル・ボゼ               | 村山明                                            |
| ヘレン         | パオロ・ポゼ               | 麻上洋子                                          |
| プラマー       | ロバート・ハンダー         | 徳丸完                                            |
| 不明 その他    |                            | 緒方敏也 清川元夢 沢木郁也 龍田直樹 谷口節 稲葉実 |
|                |                            |                                                   |
| 演出           | 演出                       | 春日正伸                                          |
| 翻訳           | 翻訳                       | 宇津木道子                                        |
| 効果           |                            |                                                   |
| 調整           |                            |                                                   |
| 制作           | 制作                       | ニュージャパンフィルム                            |
| 解説           | 解説                       | 荻昌弘                                            |
| 初回放送       | 初回放送                   | 1982年9月6日 『月曜ロードショー』                 |